# Jávor-tó
A Jávor-tó (vagy Rekettyés-tó) egy kisebb tavacska a Visegrádi-hegység sűrűjében, Szentendre közigazgatási területén.

## Története
Először 1654-ben tesznek említést róla.

## Élővilága
A növényvilága eléggé sűrű, de az állatvilága is rendszerezett. Eredetileg üdülőtelep lett volna a tó partján, de az élővilág miatt a turisták is ritkán keresik fel.